# 米尔内 (梅利托波尔区)

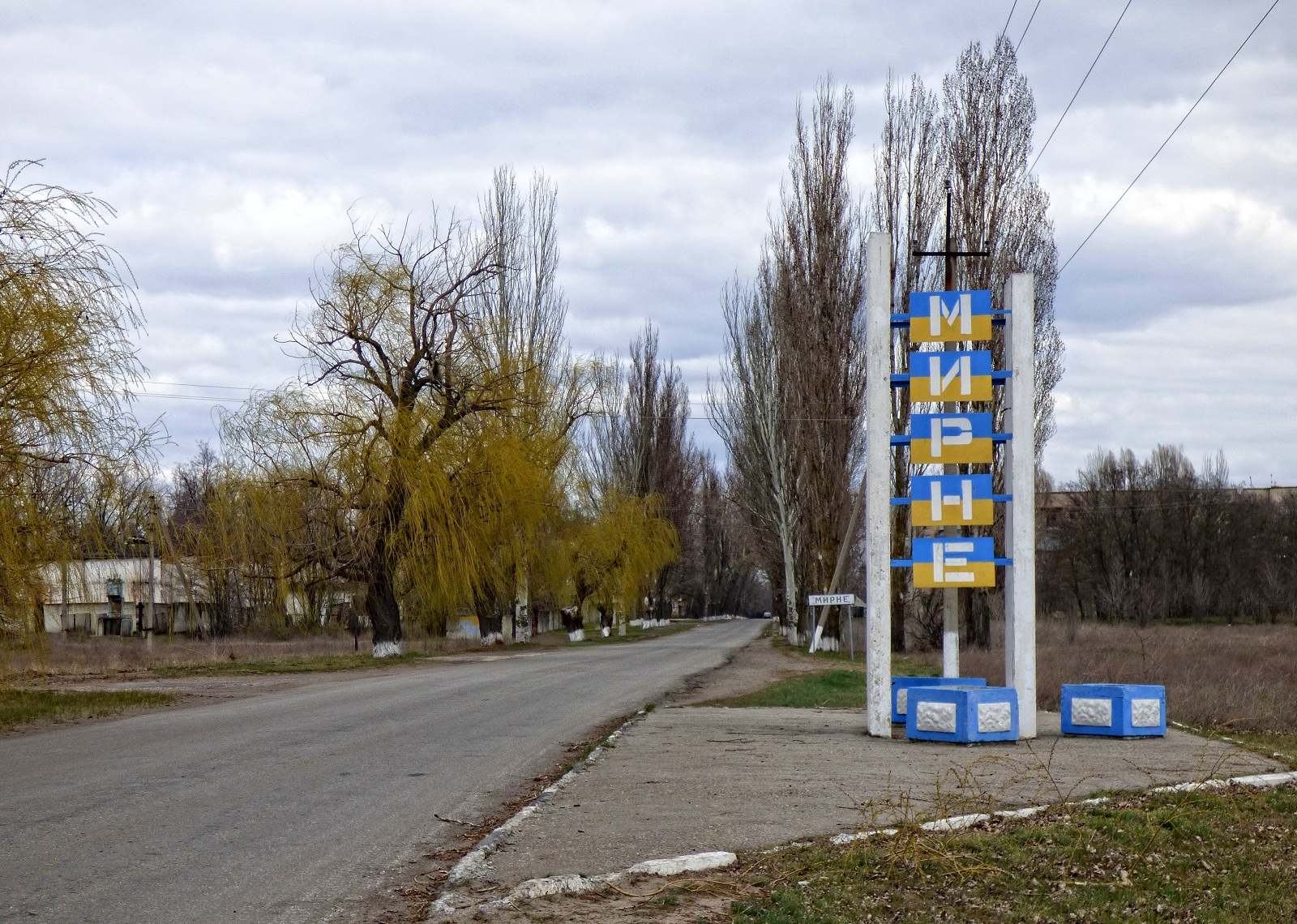
路牌

米爾内（烏克蘭語：Мирне），是烏克蘭東南部扎波羅熱州梅利托波爾區米尔内市镇内的市級鎮及其行政中心。處於莫洛奇納河畔，面積1.02平方公里，海拔高度214米，2015年人口3,087，人口密度每平方公里3,026.5人。